# Zabrze
Zabrze (németül: Hindenburg O.S., csak 1915 és 1946 között) délnyugat-lengyelországi város a Sziléziai vajdaságban, a felső-sziléziai ipari körzet központjában, az egyik legfontosabb kulturális, tudományos és ipari centrumában.

## Története
A város első említése 1242-ből való. A város neve németül is Zabrze volt 1915-ig, amikor Hindenburg O.S.-re változtatták. Régi nevét 1946-ban kapta vissza. 1945 elején a Vörös Hadsereg elfoglalta.

## Városrészei
- Biskupice
- Grzybowice
- Helenka
- Kończyce
- Maciejów
- Makoszowy
- Mikulczyce
- Osiedle Janek
- Osiedle Kopernika
- Osiedle Marii Curie-Skłodowskiej
- Osiedle Młodego Górnika
- Pawłów
- Rokitnica
- Śródmieście
- Zaborze

## Sportélete
- KS Górnik Zabrze (labdarúgás)
- Itt született Andrzej Czok lengyel hegymászó (1948–1986)

## Testvértelepülései
- Németország Essen, 1953
- Németország Sangerhausen, 1983
- Franciaország Seclin,  1987
- Svédország Lund, 1992
- Dánia Sønderborg, 1993
- Szlovákia Nagyszombat, 1995
- Oroszország Kalinyingrád, 1998
- Csehország Opava, 1998
- Ukrajna Rivne, 2001